# Хожеле (гміна)
Гміна Хожеле (пол. Gmina Chorzele) — місько-сільська гміна у центральній Польщі. Належить до Пшасниського повіту Мазовецького воєводства.
Станом на 31 грудня 2011 у гміні проживало 10342 особи.

## Площа
Згідно з даними за 2007 рік площа гміни становила 371.53 км², у тому числі:
- орні землі: 53.00%
- ліси: 42.00%

Таким чином, площа гміни становить 30.51% площі повіту.

## Населення
Станом на 31 грудня 2011:
| Опис     | Загалом | Загалом | Чоловіки | Чоловіки | Жінки | Жінки |
| -------- | ------- | ------- | -------- | -------- | ----- | ----- |
| одиниця  | осіб    | %       | осіб     | %        | осіб  | %     |
| все      | 10342   | 100     | 5292     | 51.17    | 5050  | 48.83 |
| міське   | 2968    | 100     | 1467     | 49.43    | 1501  | 50.57 |
| сільське | 7374    | 100     | 3825     | 51.87    | 3549  | 48.13 |

## Сусідні гміни
Гміна Хожеле межує з такими гмінами: Бараново, Вельбарк, Дзежґово, Єднорожець, Кшиновлоґа-Мала, Чарня, Яново.